# اشباح (فیلم ۲۰۰۵)
«اشباح» (انگلیسی: Ghosts (2005 film)) فیلمی در ژانر درام است که در سال ۲۰۰۵ منتشر شد.